# Georgia Hulls
Georgia Hulls (* 27. August 1999) ist eine neuseeländische Leichtathletin, die sich auf den Sprint spezialisiert hat.

## Karriere
Erste internationale Erfahrungen sammelte Georgia Hulls 2015 bei den Jugendweltmeisterschaften in Cali, bei denen sie über 100 und 200 Meter jeweils im Halbfinale ausschied. Im Jahr darauf erreichte sie bei den U20-Weltmeisterschaften in Bydgoszcz im 200-Meter-Lauf das Halbfinale, in dem sie mit 24,06 s ausschied. 2019 gewann sie bei den Ozeanienmeisterschaften in Townsville in 11,99 s die Bronzemedaille im 100-Meter-Lauf hinter ihrer Landsfrau Zoe Hobbs und Naa Anang aus Australien, während sie über 200 Meter in 24,02 s Rang vier belegte. Zudem gewann sie mit der neuseeländischen 4-mal-100-Meter-Staffel in 45,19 s die Silbermedaille hinter Australien. Anschließend schied sie bei der Sommer-Universiade in Neapel mit 11,87 s im Vorlauf über 100 Meter aus und gewann mit neuem Landesrekord von 44,24 s die Bronzemedaille mit der 4-mal-100-Meter-Staffel hinter der Schweiz und Australien, während sie mit der 4-mal-400-Meter-Staffel mit 3:40,00 min in der Vorrunde ausschied. 2022 siegte sie in 23,01 s über 200 Meter beim Christchurch International Track Meet und siegte dann Anfang Juni in 23,45 s bei den Ozeanienmeisterschaften in Mackay und siegte dort zudem in 3:35,03 min in der 4-mal-400-Meter-Staffel. Daraufhin startete sie über 200 Meter bei den Weltmeisterschaften in Eugene und schied dort mit 23,46 s in der ersten Runde aus. Auch bei den Weltmeisterschaften 2023 in Budapest kam sie mit 23,36 s nicht über den Vorlauf hinaus.
2019 wurde Hulls neuseeländische Meisterin im 400-Meter-Lauf sowie von 2021 bis 2023 über 200 Meter.

## Persönliche Bestzeiten
- 100 Meter: 11,44 s (+1,7 m/s), 18. Dezember 2021 in Auckland
- 200 Meter: 22,84 s (+1,8 m/s), 19. Februar 2023 in Christchurch
- 400 Meter: 55,09 s, 9. März 2019 in Christchurch